# Philip Marchand
Philip Marchand (* 18. Dezember 1946 in Pittsfield, Massachusetts) ist ein aus den Vereinigten Staaten stammender kanadischer Journalist und Schriftsteller, der über viele Jahre als Literaturkritiker für verschiedene namhafte nordamerikanische Tageszeitungen und Magazine geschrieben hat. Seit 2008 konzentriert er sich verstärkt auf das Verfassen von Sachbüchern. Für diese Tätigkeit hat er in der Vergangenheit bereits mehrere Literaturpreise gewinnen können. So 1989 für Marshall McLuhan: The Medium and the Messenger (1989) den Floyd S. Chalmers Award in Ontario History und 1990 den zu den BC Book Prizes gehörenden Hubert Evans Non-Fiction Prize.

## Leben
Philip Marchand wurde in Pittsfield, Massachusetts, als Nachkomme von Franko-Kanadiern geboren, die ihrerseits an der Schwelle des 20. Jahrhunderts über Québec  nach New Hampshire gezogen waren, um dort in den Textilfabriken zu arbeiten. Philip Marchand gehörte in den Vereinigten Staaten zur Bürgerrechtsbewegung und den Gegnern des Vietnamkrieges. Auf spätere Anfragen bekannte er, dass er überlegt hatte, dennoch in den Krieg zu ziehen, um ähnlich wie Ernest Hemingway über den Spanischen Bürgerkrieg oder Norman Mailer über den Zweiten Weltkrieg einen großen Roman über die Auseinandersetzung in Südostasien schreiben zu können, aber die Aussicht darauf entweder zu sterben oder gegebenenfalls an Körper und Seele verkrüppelt heimzukehren, habe ihn zurückscheuen lassen. Wie viele andere junge Männer seiner Generation zog er daher ins benachbarte Kanada, um sich dem Kriegsdienst zu entziehen und – wie in seinem Fall – an der University of Toronto englische Literatur zu studieren. Seit dieser Zeit hat er nahezu sein gesamtes Erwachsenenleben in der nordamerikanischen Metropole Toronto verbracht. Lediglich in den 1980er Jahren lebten seine Frau und er für sechs Jahre in Vancouver, British Columbia.
Sein erster Magazin-Artikel, Moments of Grace in Sinful Toronto, über eine Kommune von postmodernen Jesus-Jüngern erschien 1971 und läutete seine Karriere als freier Journalist ein. Während dieses Abschnitts seiner journalistischen Laufbahn schrieb er für jedes regelmäßig erscheinende kanadische Magazin, inklusive Maclean’s, 1974/1975 auch als Radio und Fernseh-Kolumnist, für Saturday Night, Toronto Life und verschiedene andere Blätter. 1983 zogen die Marchands aus verschiedenen Gründen nach Vancouver. Zum einen waren sie Toronto müde geworden und zum andern bekam Philip Marchand als freischaffender Journalist aufgrund der wirtschaftlichen Rezession in Toronto immer weniger Aufträge. Außerdem hatte er für einen fertiggestellten Kriminalroman keinen Verleger gefunden. Da sich seine in Vancouver lebende Schwägerin ihm anbot, über ihre Kontakte in der lokalen Presseszene zu helfen, war es keine Frage mehr für sie in den Westen Kanadas zu ziehen. Dort empfand er das Klima innerhalb der freien Journalistenszene als libertärer und fruchtbarer, die direkte private Rückzugsmöglichkeit in die Natur zum Wandern bei den Gulf Islands als angenehm, sodass die Recherchearbeiten für sein Buchprojekt zu Marshall McLuhan zügig voranschritten. Seiner Auffassung nach würde er wohl heute noch in Vancouver leben, wenn ihn nicht der Chefredakteur des Toronto Star, John Honderich, im Juni 1989 angerufen und ihm eine Stelle als Buchkolumnist angeboten hätte.
Somit wurde er 1989 festangestellter Literaturkritiker beim Toronto Star. Diese Stelle behielt er mehr als 18 Jahre. Anfang 2008 tauschte er auf Anweisung seines Arbeitgebers seinen Aufgabenbereich mit demjenigen des vormaligen Filmkritikers Geoff Pevere, um nun zusammen mit Peter Howell einer der beiden für Filmkritiken zuständigen Journalisten beim Toronto Star zu sein. Nach der langen Zeit der Buchrezensionen sah Philip Marchand es als interessante Herausforderung an. Allerdings sollte er diese Tätigkeit bereits nach sechs Monaten einstellen, als der Vorstand des Toronto Star seinen Angestellten eine für den Juni 2008 befristete freiwillige Vorruhestandsregelung („voluntary separation payment“) vorlegte, die Marchand annahm, um verstärkt seinen anderen Interessen, vorrangig dem Verfassen von Büchern, nachgehen zu können.
Sein erstes Sachbuch war bereits 1976 erschienen: Just Looking, Thank You: An Amused Observer's View of Canadian Lifestyles beschrieb anhand seiner bisherigen kulturkritischen Essays aus der Perspektive des ursprünglichen US-Amerikaners heraus die Vielfalt der kanadischen Besonderheiten.
Für sein biographisches Porträt zum umstrittenen Medientheoretiker Marshall McLuhan, Marshall McLuhan: The Medium and the Messenger (1989) erhielt er sowohl den Floyd S. Chalmers Award in Ontario History (1989) als auch den Hubert Evans Non-Fiction Prize (1990). Das Buch wurde sogar inklusive des seit der überarbeiteten Neuauflage enthaltenen Vorworts von Neil Postman neun Jahre später ins Deutsche übersetzt und bekam im deutschsprachigen Bereich zwar überwiegend positive Kritiken, während sich die negativen Stimmen eher auf die Qualität der Übersetzung und die fortdauernde Unsicherheit bei der Erfassung des Dargestellten konzentrierten. Letzteres läge jedoch insbesondere auch in der Person McLuhans begründet. Auf jeden Fall erfreute sich das Werk in deutschsprachigen Fachpublikationen zur Medientheorie einer gründlichen Rezeption.
Selbst einen in Toronto spielenden Kriminalroman, Deadly Spirits (1994), verfasste Philip Marchand. 1998 veröffentlichte er mit Ripostes: Reflections on Canadian Literature eine Zusammenstellung seiner bedeutendsten Literaturkritiken und Essays. Darin charakterisierte er in einem Rückblick, betitelt mit Margaret Laurence: Soul Woman, die darstellte angesehene kanadische Schriftstellerin Margaret Laurence mit all ihren Merkwürdigkeiten, da sie keine Trennung machen konnte zwischen ihrem Privatleben und dem eigenen schriftstellerischen Werk, sodass sie gewissermaßen selbst zum „Kunstwerk“ mit all seinen persönlichen Nachteilen wurde. Sie verlor jegliches Gefühl für Ironie, verlangte moralisierend selbst danach Moralisten auszugrenzen und glitt immer stärker in Sentimentalitäten über das Nichtmenschliche ab. Dabei beklagte er bei ihr als einer der ersten namhaften Literaturkritiker einen Hang zu Banalitäten. Mitte der 1990er Jahre war Marchand einer der bestimmenden Literaturkritiker seines Heimatlandes, der bei Rohinton Mistry den nachlassenden Kanadabezug seiner Werke beklagte: „there’s something vaguely wrong with Mistry not writing about the country he has lived for 20 years.“ Bei seiner Arbeit als Literaturkritiker war einer der wenigen, der bereits 1999 im Zusammenhang mit Get Shorty! bei Elmore Leonard eine Parallele bei den (Anti)-Helden zwischen dessen frühen Western- und späteren Thrillergeschichten in seinen Besprechungen für den Toronto Star anmerkte. Leonard stimmte dieser Sichtweise wenig später auf eine Anfrage im kanadischen Rundfunk mit Abstrichen zu. Der deutschstämmige kanadische Literaturwissenschaftler und Autor Stephen Henighan sah in Philipp Marchand jedoch auch einen jener bestimmenden Literaturkritiker der Kulturszene Torontos, der unliebsame Publikationen wie Timothy Findleys Headhunter (1993), der das Verlagswesen Kanadas kritisierte, unterdrückte.
Marchand arbeitet weiterhin als Literatur- und Film-Kolumnist für verschiedene kanadische Tageszeitungen und Magazine. Seit dem Herbst 2008 verfasst er dank seiner Kontakte zu den Herausgebern Mark Medley und Benjamin Errett die Wochenendkolumne Open Book für die National Post. Außerdem hat er Vergnügen daran gefunden, in Fernsehdokumentationen und Filme historische Rollen zu verkörpern: „The acting is a combination of fun and tedium. But even the tedium is curiously soothing because you have no responsibility except to sit around and wait. Even when you do your acting – and my acting has been for television and films I should state – you’re only following orders. The director tells you where to put your arm, how many beats to wait before delivering a line, and so on. I don’t think I’ve learned anything new about myself.“
Im Januar 2010 fungierte er erstmals als angesehener Autor und ehemaliger Preisträger als einer der Juroren – zusammen mit Andreas Schroeder und Vicki Gabereau – in Vancouver beim Hubert Evans Non-Fiction Prize und kürte damals nach der Lektüre von 150 Buchvorschlägen den Journalisten Ian Brown für sein Werk The Boy in the Moon: A Father’s Search for His Disabled Son. 2011 weilte Philip Marchand erneut in British Columbia – diesmal als vorsitzender Juror – und wählte zusammen mit Alma Lee und Noah Richler John Vaillant für The Tiger: A True Story of Vengeance and Survival als Preisträger aus.
Sein geplantes, gegenwärtiges Buchprojekt dreht sich um die Puritaner in Neu England und deren Kontrast zu den Franko-Kanadiern, über die er ein in Nordamerika und Frankreich beachtetes Sachbuch verfasst hatte: Ghost Empire: How the French Almost Conquered North America (2005). Dieses Buch folgte in einer Mixtur aus Geschichte, Reisebericht und Erinnerungen den Fußspuren des großen Entdeckers des 17. Jahrhunderts, Robert Cavelier de La Salle, um das Gebiet der Großen Seen und dem Mississippi River herunter, auf der Suche nach dem weiterhin existierenden französischen Erbe auf diesem Kontinent. Für einen kanadischen Buchautor sehr ungewöhnlich erschien bis dato jedes seiner Bücher bei einem anderen Verlag. Außerdem wurden seine Werke bisher ins Chinesische, Deutsche und Französische übersetzt.

## Werk
Sachbücher und Sachtexte
- Just Looking, Thank You: An Amused Observer's View of Canadian Lifestyles. Macmillan of Canada, Toronto 1976 ISBN 0-770-51434-0
- Marshall McLuhan: The Medium and the Messenger. Random House, Toronto 1989 & Ticknor & Fields, New York 1989 ISBN 0-899-19485-0
  - Marshall McLuhan. Botschafter der Medien. Biografie. Übers. Martin Baltes. Deutsche Verlags-Anstalt (DVA), Stuttgart 1999 ISBN 3-421-05306-5
- Ripostes: Reflections on Canadian Literature. Porcupine's Quill, Erin 1998 ISBN 0-889-84196-9
- Ghost Empire: How the French Almost Conquered North America.  McClelland & Stewart, Toronto 2005, ISBN 978-0-7710-5677-2
- Pierre Gaultier de Varennes, sieur de La Vérendrye, in Legacy. How french Canadians shaped North America. Hg. André Pratte u. a. McClelland & Stewart, Toronto 2016; wieder 2019 ISBN 0771072392 S. 17 – 34
  - frz. Ausgabe: Bâtisseurs d'Amérique: Des canadiens français qui ont faite de l'histoire. La Presse, Montréal 2016

Roman
- Deadly Spirits. Stoddart, Toronto 1994 ISBN 0-773-75641-8

Mitherausgeber
- Paul Benedetti, Nancy DeHart, Frank Zingrone, Philip Marchand (Hrsg.): Forward through the rearview mirror: Reflections on and by Marshall McLuhan. Prentice Hall Canada, Scarborough 1996 ISBN 0-134-94956-0